# Puszka Paradowskiej
Puszka Paradowskiej – polski program publicystyczny nadawany przez Superstację od kwietnia 2007 roku do 3 lipca 2016 roku. Formuła 45-minutowego programu polegała na dyskusji prowadzącej, Janiny Paradowskiej, z trzema komentatorami politycznymi i dziennikarzami (występowali tu m.in. Tomasz Wróblewski, Jerzy Baczyński, Michał Kobosko, Jacek Rakowiecki, Jan Wróbel, Maciej Łętowski, Wojciech Mazowiecki, Andrzej Jonas, Marek Ostrowski czy Bogusław Chrabota) wspólnie komentującymi bieżące wydarzenia krajowe i zagraniczne minionego tygodnia.
Program nadawany był w niedziele w godzinach południowych (14:30) i powtarzany wieczorem (21:30) oraz w poniedziałki po południu (17:40).
Program ten miał widownię kilkunastu tysięcy widzów.
Został zdjęty z anteny z powodu śmierci Janiny Paradowskiej, wydanie specjalne zostało wyemitowane 3 lipca 2016 roku.